# Nus (unitat)
El nuc o nus és una unitat de velocitat igual a una milla marina per hora. No és una unitat del Sistema Internacional d'Unitats, però sí que «se n'accepta l'ús». De fet utilitzada arreu del món tant en la navegació marítima com aèria. Sovint s'utilitza també en meteorologia per mesurar la velocitat del vent.

## Història
Històricament es mesurava amb una corredora, una corda amb nusos lligats a una distància determinada i amb la qual, donat un temps determinat (gràcies per exemple a un rellotge de sorra) es podia calcular la velocitat a la qual es desplaçava l'embarcació per l'aigua.
En temps moderns s'ha ampliat el seu ús a l'àmbit de l'aviació, per tal de mesurar la velocitat d'aeronaus.

## Ampolleta de corredora
A partir del segle xvi es va utilitzar una ampolleta més petita (de 28s. o 14s. de duració) juntament amb la corredora, per mesurar la velocitat (en nusos) del vaixell respecte a l'aigua. El procediment era el següent:
 Un mariner manejava la corredora i un altre l'ampolleta. El de la corredora la llençava per la popa i deixava córrer la primera part perquè s'estabilitzés dins l'aigua. El mariner anava deixant córrer el cordill de la corredora deixant-lo passar lliurement per la seva mà i en notar el primer nus cantava "marca !". Al moment el de l'ampolleta la invertia i el temps començava a córrer mentre el del cordill anava comptant els nusos segons anaven passant deixant el torn al de l'ampolleta per cantar "marca !, en el moment que s'havia buidat tota la sorra, aleshores el del cordill agafant-lo fortament, mesurava la fracció entre nusos que havia passat des de l'última marca i cantava (p.e.): "cinc nusos i quart ! 
Els nusos de la corda estaven separats 1/120 de milla, i atès que 30 segons és 1/120 d'hora, es podia establir fàcilment la velocitat en milles per hora.
| «                                                                       | 71. Según esto bien se ve, que cada una de las partes en que debe estar dividido el cordel, ha de fer de 1/120 milla; porque medio minuto es 1/120 de la hora ; y si en 1/120 de hora sale 1/120 de milla de cordel , no hay duda , que en una hora saldria una milla justa. | » |
| — Compendio de Navegación para el uso de los Cavalleros Guardia Marina. | |   |

## Equivalències
1 nus = 1 milla marina/hora = 1,852 quilòmetres/hora
D'acord amb això, es pot establir que 1 nus equival a:
- 0,51444 m/s (metres per segon o m/s)
- 1,852 km/h (quilòmetres per hora o km/h)
- 1,15 mi/h (milles terrestres per hora)

## Terminologia aeronàutica
Als Estats Units, abans de 1969, segons les Regulacions Federals d'Aviació les distàncies s’havien de donar en milles (statute miles) i les velocitats en milles per hora (statute miles/hour). A partir de 1969 les regulacions es modificaren progressivament, determinant que les distàncies s’havien d’indicar en milles nàutiques i les velocitats en nusos.
Les diverses mesures indicadores de la velocitat de l’aire s’indiquen amb abreviatures per a faicitar la seva identificació.
- TAS (true airspeed), nusos d’aire veritable = velocitat de l’aeronau relativa a aire en calma
- KIAS(knots indicated airspeed), nusos indicats de la velocitat de l’aire = la velocitat mostrada en un indicador pitot
- CAS (knots calibrated airspeed), nusos calibrats = velocitat indicada corregida dels errors de posició i errors d’instruments
- EAS (knots equivalent airspeed), nusos equivalents= velocitat calibrada i corregida segons un fluxe compresible adiabatic per a l’altitud particular

La velocitat indicada només s’assembla a la real al nivell del mar, en condicions standard i a baixa velocitat. A 11000 metres una velocitat indicada de 300 kn pot correspondre a 500 kn e condicions standard.

## Valors de velocitat

### Vaixells
- 1794. Montañés: 14 nusos.[11]
- 1813. Prince de Neufchâtel: 13,5.[12]
- 1854. Sovereign of the Seas: 22 nusos.[13]
- 1869. Cutty Sark : 17,5 kn.[14]
- 1894. Turbinia : 34 nusos.[15][16]
- 1953. PT10 Freccia d'Oro : 35 nusos.[17]
- 1968. SR.N4: 70 knots (130 km/h).[18][19]
- 2000. Stad Amsterdam: 17 nusos a vela.[20]

## Documents
La definició moderna de nus (milla marina /hora) és prou clara i precisa. Antigament, molts autors qualificats i molts obres nàutiques empraven l’expressió «knots per hour» com a indicació de la velocitat. I fins i tot «knots» com a mesura de distància.
- 1854.[21]
- 1857.[22]
- 1859.[23]
- 1871.[24]
- 1887.[25]
- 1889.[26]
- 1892.[27]
- 1892.[28]
- 1893.[29]
- 1894.[30]

| « | The Lucania now excels all records in ocean steaming, in having made the round trip from New York and back again at an average speed of 21 3/4 knots per hour over a distance of 5,784 knots. | » |

- 1919.[31]
- 1945.[32]
- 1949.[33]
- 2013. Un llibre modern recull l'antic terme nus = milla nàutica.

| «                                                       | Nota 30. Una milla nàutica fa 1852 metres i equival a 1 minut d’arc de meridià (o un minut de latitud). També s’anomena «knot», segons el vell mètode de mesurar la velocitat d’un vaixell emprant una corda amb nusos i controlant el temps. D’aquí la velocitat al mar s’indica amb nusos, o nusos per hora, encara que aquesta darrera expressió és considerada actualment poc nàutica. | » |
| — East Sails West: The Voyage of the Keying, 1846–1855. | |   |